# Guus Hiddink
Guus Hiddink (Varsseveld, Güeldres, 8 de noviembre de 1946) es un exfutbolista y exentrenador neerlandés.
Su experiencia previa incluye el trabajo con los representativos de los Países Bajos y de Corea del Sur en el Mundial de 1998 y en el de 2002 respectivamente, donde a ambos los ubicó en el cuarto lugar del Mundial. Llevar a Corea del Sur a semifinales fue motivo de que el Estadio Mundialista de Gwanju fuera renombrado como Estadio Guus Hiddink, ya que lo consideraban un héroe al derrotar a España en la tanda de penaltis en dicha ciudad.
También llevó a Australia por segunda vez a un Mundial de Fútbol (2006), donde cayeron ante Italia en octavos de final; y derrotó, como técnico de Rusia, a los Países Bajos en los cuartos de final de la Eurocopa 2008. Rusia cayó eliminada por España en la semifinal tras perder 0 a 3, siendo la tercera vez que Hiddink salía derrotado en una semifinal de un torneo internacional (con los Países Bajos en Francia 98, con Corea del Sur en 2002 y con Rusia en la Euro 2008). Sin embargo, no pudo clasificar a Rusia a Sudáfrica 2010 al caer en la repesca frente a Eslovenia. Tampoco pudo llevar a Turquía a la Eurocopa 2012 al ser eliminado en la repesca frente a Croacia. Nuevamente los planes de Hiddink se ven frustrados al no poder llevar a Países Bajos a la Eurocopa 2016, cortando la racha de 7 participaciones consecutivas.

## Trayectoria como jugador
Hiddink nació en Varsseveld y comenzó su carrera como jugador en el equipo juvenil del club amateur SC Varsseveld. Se convirtió en profesional después de fichar por el club holandés De Graafschap en 1967. Hiddink jugó en el club de Doetinchem bajo la dirección de Piet de Visser. En 1973, Hiddink y el técnico de Visser obtuvieron el ascenso a la Eredivisie, la liga superior del fútbol holandés. Desde entonces, las carreras de los dos holandeses se han cruzado: De Visser buscó a numerosos jugadores sudamericanos, como los jugadores del PSV Ronaldo, Romário (que jugó con Hiddink en el PSV desde 1988 hasta 1990) y ex defensa del Chelsea Alex, del PSV de Hiddink. Además, De Visser, en su papel como asesor personal de Roman Abramovich, influyó en llevar a Hiddink a la Selección nacional de Rusia y, más recientemente, al Chelsea como entrenador interino luego del despido del brasileño Luiz Felipe Scolari. 
Pasó la mayor parte de su carrera como jugador en De Graafschap, incluidos tres años con de Visser, y sigue siendo fanático del club. Se unió al PSV en 1970, pero después de no poder ganar un puesto permanente en el equipo, se reincorporó a De Graafschap después de solo un año y permaneció allí hasta 1977. En 1981, se reincorporó a De Graafschap y se retiró un año más tarde. Generalmente jugó como mediocampista durante sus días como futbolista.

## Carrera como entrenador

### Inicios
Habiendo perfeccionado sus habilidades de entrenador como asistente, Hiddink asumió el cargo de entrenador en el PSV Eindhoven en marzo de 1987 después de ocupar también el puesto de asistente desde 1983 hasta marzo de 1987. El neerlandés asumió el cargo en marzo de 1987, cuando el equipo estaba tres puntos por detrás del Ajax con diez partidos restantes en la liga. El PSV, sin embargo, logró ganar el campeonato seis puntos por delante del Ajax.
Fue en el PSV donde llevó al equipo a su primer triunfo en la Copa de Europa en 1988, afirmando la clasificación del club de Eindhoven como uno de los tres gigantes del fútbol holandés, junto a sus rivales Ajax y Feyenoord. También ganó tres Eredivisie títulos con el club entre 1987 y 1990. "Hiddink nunca se llevará todo el crédito por sí mismo, también involucrará a su personal en ello. Eso se suma al fuerte sentido de unidad. Hiddink tiene responsabilidad final, pero siempre la comparte con el equipo que lo rodea. Es un verdadero jugador de equipo", dijo Berry van Aerle, quien fue entrenado por Hiddink en dos períodos separados con el PSV.
Hiddink también tuvo un período como entrenador en el club turco Fenerbahçe en 1990, pero fue despedido después de un año y luego se unió al Valencia de España. Allí dirigió durante dos temporadas y media, terminando las dos primeras como 4.º clasificado.

### Selección de los Países Bajos
Hiddink enfrentó su mayor desafío como entrenador cuando tomó las riendas de la Selección nacional de los Países Bajos el 1 de enero de 1995, donde se hizo cargo de un equipo de futbolistas talentosos continuamente atormentado por disputas internas. Su táctica habitual (4-4-2) de desplegar extremos respaldados por mediocampistas centrales resultó en goles de mediocampistas defensivos como Phillip Cocu y Edgar Davids. Hiddink adoptó un enfoque firme hacia el equipo, un ejemplo de lo cual se demostró en la Eurocopa 1996 cuando Davids fue enviado a casa después de una discusión con Hiddink. El equipo quedaría eliminada en cuartos de final durante la competencia.
Pudo evitar más conflictos internos en la Copa Mundial de la FIFA 1998, donde su equipo jugó uno de los partidos de fútbol más entretenidos de ese torneo. El equipo venció a la Argentina en los cuartos de final por 2-1 aunque luego sufrió una derrota a manos de Brasil por penales en la semifinal y terminarían el torneo en el cuarto lugar. Esta pérdida marcó el final de otra era para Hiddink, ya que renunció poco después, donde luego fue nombrado entrenador del Real Madrid.

### Real Madrid y Real Betis
Hiddink se convirtió en entrenador del Real Madrid en el verano de 1998, reemplazando a Jupp Heynckes, pero la mala forma de la liga y los comentarios fuera de la cancha sobre la junta y las finanzas del club provocaron su terminación en febrero de 1999, a pesar de haber ganado la Copa Intercontinental.
Hiddink luego tomó las riendas del club español Real Betis en 2000 por el resto de la temporada. Su tiempo en el club terminó mal, con Hiddink siendo despedido en mayo de 2000. Solo llegó a ocupar el banquillo verdiblanco en 13 partidos, obteniendo una sola victoria en ese periodo, y el equipo acabaría descendiendo a Segunda División.

### Corea del Sur
Hiddink se convirtió en entrenador de Corea del Sur en enero de 2001. El éxito no fue fácil con un equipo que había aparecido en cinco Copas del Mundo consecutivas pero que aún no había ganado un solo partido. Corea del Sur fue una de las naciones anfitrionas del torneo Copa Mundial de la FIFA 2002, junto con Japón. Había una expectativa de que los anfitriones pasaran a la segunda ronda del torneo y se expresó claramente que se esperaba que el equipo de Hiddink también se desempeñara a ese nivel.

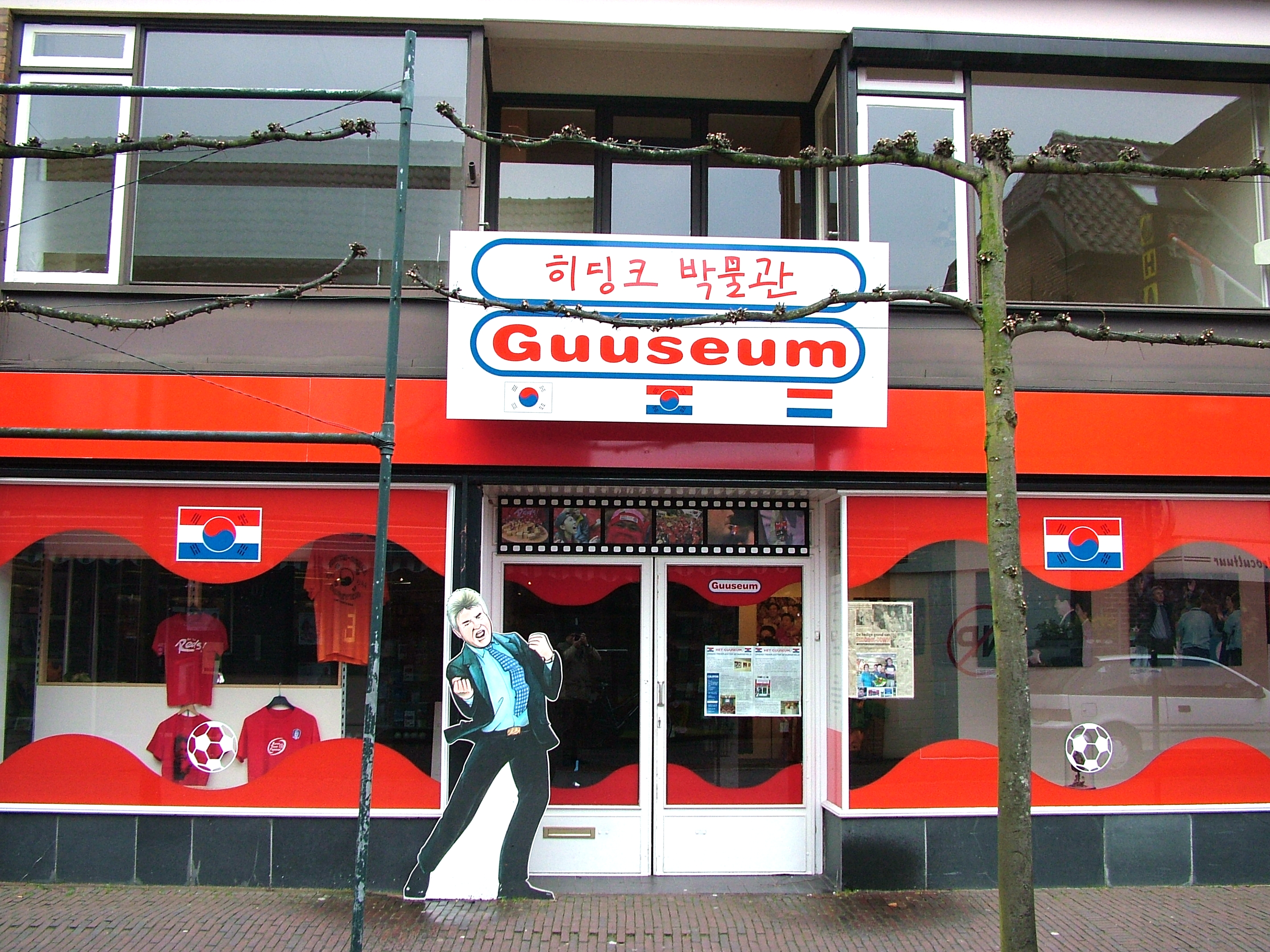
Guuseum en Varsseveld. 히딩크 박물관 en coreano

El primer año de Hiddink a cargo no recibió críticas favorables de la prensa de Corea del Sur, ya que a menudo se lo veía junto a su novia cuando algunos sentían que debería haber estado a cargo del equipo. Después de una derrota por 2-1 ante Estados Unidos por la Copa de Oro en enero de 2002, fue criticado nuevamente por no tomarse su trabajo en serio. Sin embargo, Hiddink comenzó a centrarse en la aptitud física de los jugadores durante el entrenamiento en preparación para la Copa del Mundo ese mismo año.
En la Copa del Mundo, el equipo de Corea del Sur logró su primera victoria en su debut (2-0, contra Polonia), y después de un empate 1-1 con Estados Unidos para cerrar la fase de grupos con una victoria por 1-0 contra Portugal. De esta manera, la selección de Corea del Sur se clasificó para la segunda ronda. Su oponente en octavos de final fue Italia, a quienes derrotaron por 2-1 con la regla del gol de oro. El público coreano entonces comenzó a soñar con un lugar en la semifinal, un sueño que se hizo realidad después de derrotar a España en los penaltis en los cuartos de final. Esto superó el récord de sus homólogos de la Corea del Norte 36 años antes, que habían vencido a Italia para alcanzar los cuartos de final.
La carrera del los surcoreanos fue detenida por Alemania, dirigida por Rudi Völler, en las semifinales. Al igual que con el equipo de Holanda cuatro años antes en Francia, Hiddink llevó a su equipo al cuarto lugar después de una derrota por 3-2 ante la selección de Turquía en el desempate por el tercer lugar.
Antes del torneo, ni los expertos ni los fanáticos del fútbol esperaban este nivel de éxito. Muchos en Corea del Sur se llenaron de alegría cuando el país llegó a las semifinales de la Copa del Mundo de 2002. Hiddink se convirtió en la primera persona en recibir la ciudadanía honoraria de Corea del Sur. El estadio de la Copa del Mundo en Gwangju, donde Corea del Sur se clasificó para las semifinales, pasó a llamarse Estadio Guus Hiddink en su honor poco después del torneo. Su ciudad natal, donde se instaló un "Guuseum", se convirtió en una escala popular para los surcoreanos que visitaban los Países Bajos. El Guuseum es un museo establecido por sus parientes, en Varsseveld, en honor a Hiddink.

### PSV
Hiddink decidió regresar a su país natal y asumió las funciones de entrenador en el PSV Eindhoven en 2002. Durante su segunda etapa, Hiddink ganó tres títulos de la liga holandesa (2002-03, 2004-05 y 2005-06), la Copa holandesa de 2005 y la Supercopa holandesa de 2003. En Europa, la Liga de Campeones 2004-05 llevó a la primera aparición del PSV en la semifinal del torneo desde que adoptó su formato actual (el club anteriormente ganó la Copa de Europa, antecesora de la moderna Champions League, en 1988, con Hiddink como entrenador). PSV perdió por poco la semifinal ante el Milan por la regla de los goles de visitante.
En la Liga de Campeones 2005-06, el PSV superó la fase de grupos, pero fue eliminado en los octavos de final, habiendo perdido cinco de sus 11 titulares (Park Ji-sung, Lee Young-pyo, Mark van Bommel, Johann Vogel y Wilfred Bouma) que fueron transferidos a diferentes clubes europeos. Este período en el PSV convirtió a Hiddink en el entrenador holandés más exitoso de la historia, con seis títulos de la Eredivisie y cuatro Copas holandesas, superando el récord de Rinus Michels. Hiddink dejó el club en junio de 2006.

### Australia
El 22 de julio de 2005, Hiddink se convirtió en entrenador de la Selección de Australia. Anunció que dirigiría tanto al PSV como a Australia al mismo tiempo. En los play-offs para el Mundial 2006 se enfrentó a Uruguay en Montevideo el 12 de noviembre y en Sídney el 16 de noviembre de 2005. Como locales, ambos seleccionados ganaron por 1-0. Australia ganaría finalmente 4-2 en los penaltis; los australianos clasificarían por primera vez en 32 años, y fueron los primeros en ganar una repesca en una tanda de penales.
Su reputación se vio reforzada por su transformación de la selección nacional, y los expertos se centraron en la mejora de la defensa de Australia. Se le atribuye haber convertido a un equipo que concedió muchos goles con Frank Farina en una unidad defensiva sólida que solo concedió un gol fuera de casa tanto a Uruguay como a Países Bajos. Los asistentes de Hiddink en Australia fueron la leyenda holandesa Johan Neeskens y el ex internacional de Australia Graham Arnold.
Los Socceroos derrotaron a Japón por 3-1 durante su primer partido en la Copa Mundial de la FIFA 2006, con Tim Cahill anotando dos goles y John Aloisi convirtiendo uno en los últimos ocho minutos para reclamar sus primeros goles y victorias en la Copa del Mundo. Una controvertida llamada temprana del árbitro egipcio que otorgó un gol al equipo japonés, a pesar de una aparente falta del portero australiano Mark Schwarzer, hizo que los australianos se pusieran al día hasta los últimos ocho minutos. Después de anotar el primer gol, Cahill tuvo suerte de salirse con la suya con una posible falta cuando hizo tropezar a Yūichi Komano de Japón, que había regateado hacia el área penal australiana. El árbitro se perdió el incidente y Cahill rompió para anotar el segundo en el mostrador. El portavoz de arbitraje de la FIFA, Andreas Werz, dijo que si bien el primer gol de Japón fue irregular, el árbitro egipcio Essam Abd El Fatah también debería haber sancionado a Japón con un penalti.
Australia cayó en su segundo encuentro por 2-0 ante Brasil, por lo que los Socceroos necesitaban al menos un empate contra Croacia en su último partido de grupo para clasificarse para los octavos de final por primera vez en es historia. Después de un partido lleno de controversia y decisiones erróneas del árbitro Graham Poll, incluidas tres tarjetas amarillas sin precedentes otorgadas al mismo jugador croata, irónicamente el australiano Josip Šimunić, el juego terminó 2-2 y los australianos lograron el empate gracias a un gol de Harry Kewell para nivelar el partido a falta de minutos.
En los octavos de final, Italia venció a Australia por 1-0. Después de una polémica expulsión del defensa italiano Marco Materazzi en el minuto 55, el árbitro español Luis Medina Cantalejo concedió al italiano Fabio Grosso un polémico penal a ocho segundos del final del tiempo reglamentario, que convirtió Francesco Totti. Esto puso a Australia fuera de la Copa del Mundo, marcando el final oficial del mandato de Hiddink como seleccionador nacional de Australia.

### Rusia

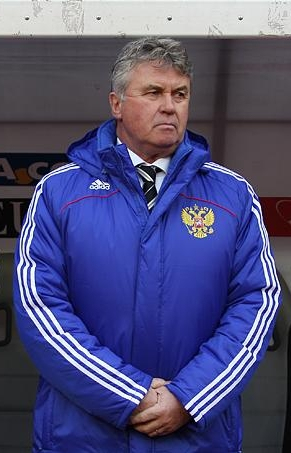
Hiddink en el partido que enfrentó a Rusia con en 2009.

El 10 de abril de 2006, Hiddink anunció en la televisión holandesa que asumiría el cargo de entrenador de la selección nacional de Rusia. Firmó un contrato de dos años en abril de 2006 por valor de 2 millones de euros al año. Sus deberes para Rusia comenzaron después de dirigir a Australia durante la Copa del Mundo de 2006.
Las esperanzas de Rusia se cuestionaron después de una derrota por 2-1 ante Israel por la Clasificación para la Eurocopa 2008. Sin embargo, después de una victoria contra Andorra, e Inglaterra perdiendo ante Croacia en el último día del partido, Rusia y Hiddink aseguraron la clasificación para las etapas finales de la  Eurocopa 2008. En el torneo, los rusos lograron llegar a las semifinales con victorias contra los Países Bajos en los cuartos de final y los campeones defensores Grecia en la fase de grupos.
En noviembre de 2009, Rusia fue derrotada por Eslovenia en un desempate de clasificación para la Copa Mundial 2010, lo que arrojó dudas sobre las ambiciones futuras. El 13 de febrero de 2010, se confirmó que Hiddink dejaría el cargo cuando expirara su contrato el 30 de junio.

### Chelsea
El 11 de febrero de 2009, se hizo público su acuerdo con el Chelsea para dirigir al club inglés hasta junio de 2009, sin dejar de ser el director técnico de Rusia. En su primera temporada, Hiddink llevó al Chelsea a las semifinales de la Liga de Campeones, donde el club fue eliminado por la regla de los goles fuera de casa ante el eventual ganador Barcelona; un gol del Barça en el minuto 93 en un polémico empate 1-1 en Stamford Bridge, precedido de un 0-0 en el Camp Nou, selló el destino de los ingleses.
Hiddink solo perdió una vez durante su mandato como entrenador del Chelsea, una derrota por 1-0 ante el Tottenham Hotspur en White Hart Lane, donde Luka Modrić anotó el único gol del partido. Al final resultó que, incluso ganar todos los partidos de la liga a cargo no habría sido suficiente para ver a Hiddink asegurar el título de la Premier League. En el último partido en casa de la temporada, en el que el Chelsea venció al Blackburn Rovers por 2-0, los aficionados locales del Chelsea corearon el nombre de Hiddink durante todo el partido y pidieron al propietario del Chelsea, Roman Abramovich, que lo "inscribiera" de forma permanente. La recepción altamente positiva de Hiddink destacó el aprecio de los fanáticos del Chelsea por el entrenador. Marcó el final de su campaña en la Premier League con una emocionante victoria a domicilio por 3-2 sobre el Sunderland.
En su último partido como entrenador interino del Chelsea, ganó la FA Cup de 2009 al vencer al Everton por 2-1 en Wembley. A pesar de que varios futbolistas le pidieron que se quedara, incluido el capitán John Terry, Michael Ballack y Petr Čech, el neerlandés siempre afirmó que tenía la intención de volver a su puesto con Rusia. Como regalo de despedida, los jugadores del Chelsea le entregaron un reloj grabado y una camiseta firmada por todos los jugadores.

### Turquía
El 16 de febrero de 2010, el presidente de la Federación Turca de Fútbol Mahmut Özgener e Hiddink mantuvieron conversaciones en Ámsterdam. Hiddink aceptó entrenar a la selección nacional de Turquía después de que expirara su contrato con Rusia el 30 de junio de 2010. Su contrato con Turquía comenzó el 1 de agosto de 2010 y su plantilla incluía como asistente a Oğuz Çetin y al entrenador de porteros Engin İpekoğlu.
El 11 de agosto de 2010, Turquía derrotó a Rumania por 2-0 en un amistoso internacional en Estambul. Emre Belözoğlu le dio a Turquía la ventaja en el minuto 82 después de convertir un penalti, seguido por Arda Turan doblando el marcador después de anotar desde 30 yardas. Durante su período como entrenador, Hiddink fue criticado repetidamente por los medios de comunicación por la cuantía de su salario, por no establecerse en Turquía y visitar el país de forma intermitente para partidos y campamentos de preparación, y por el supuesto hecho de que no logró captar el significado emocional de los jugadores y los obligó a adoptar una mentalidad de juego fría, racional y excesivamente sistemática. Renunció después de que Turquía no se clasificara para la Eurocopa 2012 cuando perdió ante Croacia por un global de 3-0 en los playoffs.

### Anzhí Majachkalá
El 17 de febrero de 2012, se anunció su fichaje por el Anzhí Majachkalá, su primer puesto permanente en un club en seis años. En su segunda temporada, llevó al equipo al tercer lugar en la Liga Premier Rusa, y Anzhi llegó a los octavos de final de la UEFA Europa League por el primera vez. En los cuartos de final de la misma competición, habiendo quedado con diez hombres en el minuto 55 del partido de vuelta contra el Newcastle United, Anzhi estuvo cerca de pasar cpero serían eliminados por las Urracas en el global (1-0). Esta fue la segunda vez que el equipo inglés eliminó a un equipo dirigido por Hiddink en la competencia, después de vencer a su PSV por 3-2 en el global en los cuartos de final de la Copa de la UEFA 2003-04. Anunció su retiro al final de la temporada 2012-13 el 28 de noviembre de 2012, pero luego cambió de opinión.
El 11 de junio de 2013, Hiddink decidió ampliar un año más su contrato en el Anzhi. En la temporada 2013-14, después de una derrota por 2-1 ante el Dínamo Moscú, renunció inesperadamente el 22 de julio de 2013. Decidió marcharse porque completó su misión, que dijo que era desarrollar Anzhi de una manera que pudiera progresar sin él.

### Regreso a la Selección de los Países Bajos
El 1 de marzo de 2014, afirmó que sucedería a Louis van Gaal como seleccionador de los Países Bajos tras el Mundial de Brasil, algo que confirmó la propia Federación semanas después. Hiddink acordó dirigir el equipo hasta la Eurocopa 2016, con Danny Blind y Ruud van Nistelrooy ayudándolo y Blind para finalmente reemplazarlo. Su segunda etapa a cargo del equipo comenzó con una derrota por 2-0 ante Italia en un amistoso el 4 de septiembre de 2014, con ambos goles encajados y una tarjeta roja recibida en los primeros diez minutos del partido. Cinco días después, los holandeses comenzaron su clasificación para la Eurocopa 2016 con una derrota por 2-1 ante la República Checa, una victoria por 3-1 contra Kazajistán y una derrota por 2-0 a manos de Islandia un mes después.
El 2015 comenzó con un partido contra Turquía, que terminó en un empate (1-1). El 29 de junio de 2015, dimitió por los malos resultados que estaba cosechando la oranje en la clasificación para la Eurocopa 2016, ya que marchaba tercera en su grupo a cuatro fechas del término de las eliminatorias para el torneo. Durante mucho tiempo se desconoció si Hiddink fue despedido o dejó su cargo voluntariamente, pero el 21 de noviembre de 2015 dijo que fue despedido del cargo mientras estaba de vacaciones en Francia.

### Regreso al Chelsea
El 19 de diciembre de 2015, fue nombrado entrenador del Chelsea para el resto de la Premier League 2015-16. El conjunto londinense marchaba 15.º, a solo tres puntos de los puestos de descenso, cuando Hiddink tomó las riendas del equipo por segunda vez, y su primer resultado fue un 2-2 ante el Watford. El técnico neerlandés estableció un nuevo récord al mantenerse invicto en el campeonato inglés en sus 12 primeros partidos, cosa que permitió al elenco blue alejarse de la zona baja de la clasificación y colocarse 10.º. En contrapartida, el Chelsea fue eliminado en octavos de final de la Champions ante el París Saint-Germain. Finalmente, el equipo inglés terminó como 10.º clasificado en la Premier League, escalando seis posiciones desde la llegada de Hiddink.

### Selección sub-21 de China
El 10 de septiembre de 2018, se anunció su contratación como seleccionador sub-21 de China. Fue despedido en septiembre de 2019 después de una serie de resultados decepcionantes, que culminó con una derrota por 2-0 contra la selección sub-22 de Vietnam.

### Curazao y retiro como entrenador
El 22 de agosto de 2020, se convirtió en el nuevo seleccionador de Curazao. Después de no poder llevar a la nación a la clasificación para la Copa Mundial de la FIFA 2022, Hiddink contrajo COVID-19 en 2021, lo que llevó a Patrick Kluivert a intervenir como entrenador interino del equipo. El 9 de septiembre de 2021, Hiddink renunció oficialmente como entrenador de Curazao y anunció su retiro como entrenador a la edad de 74 años.

## Evasión fiscal
En febrero de 2007, Hiddink recibió una sentencia de prisión suspendida de seis meses y una multa de 45 000 euros después de que un tribunal neerlandés lo declarara culpable de evasión de impuestos. Los fiscales habían exigido una sentencia de prisión de diez meses para Hiddink, acusado de evadir 1,4 millones de euros en impuestos neerlandeses afirmando ser residente de Bélgica entre 2002 y 2003. El Servicio de Detección e Inteligencia Fiscal neerlandés afirmó que no había pasado suficientes noches en su casa belga que, según él, era su dirección principal. Hiddink negó esta acusación.

## Clubes

### Como jugador
| Club          | País         | Año       | Partidos | Goles |
| ------------- | ------------ | --------- | -------- | ----- |
| De Graafschap | Países Bajos | 1967-1970 |          |       |
| PSV Eindhoven | Países Bajos | 1970-1972 | 30       | 1     |
| De Graafschap | Países Bajos | 1972-1977 | 130      | 9     |
| NEC Nijmegen  | Países Bajos | 1977-1981 | 104      | 2     |
| De Graafschap | Países Bajos | 1981-1982 | 25       | 0     |

### Como entrenador
| Club                          | País          | Año       | P   | PG  | PE  | PP  | % v.   |
| ----------------------------- | ------------- | --------- | --- | --- | --- | --- | ------ |
| De Graafschap                 | Países Bajos  | 1982-1984 | 42  | 19  | 13  | 10  | 55.56% |
| PSV Eindhoven                 | Países Bajos  | 1987-1990 | 153 | 104 | 28  | 21  | 74.07% |
| Fenerbahçe                    | Turquía       | 1990-1991 | 37  | 15  | 9   | 13  | 48.65% |
| Valencia                      | España        | 1991-1994 | 120 | 59  | 29  | 32  | 57.22% |
| Selección de los Países Bajos | Países Bajos  | 1994-1998 | 39  | 22  | 8   | 9   | 63.25% |
| Real Madrid                   | España        | 1998-1999 | 34  | 20  | 4   | 10  | 62.75% |
| Real Betis                    | España        | 1999-2000 | 16  | 3   | 6   | 7   | 31.25% |
| Selección de Corea del Sur    | Corea del Sur | 2001-2002 | 38  | 14  | 13  | 11  | 48.25% |
| PSV Eindhoven                 | Países Bajos  | 2002-2006 | 192 | 128 | 35  | 29  | 72.74% |
| Selección de Australia        | Australia     | 2005-2006 | 13  | 8   | 2   | 3   | 66.67% |
| Selección de Rusia            | Rusia         | 2006-2010 | 39  | 22  | 7   | 10  | 62.39% |
| Chelsea                       | Inglaterra    | 2009      | 22  | 16  | 5   | 1   | 80.3%  |
| Selección de Turquía          | Turquía       | 2010-2011 | 16  | 7   | 4   | 5   | 52.08% |
| Anzhi Majachkalá              | Rusia         | 2012-2013 | 62  | 33  | 15  | 14  | 61.29% |
| Selección de los Países Bajos | Países Bajos  | 2014-2015 | 10  | 4   | 1   | 5   | 43.33% |
| Chelsea                       | Inglaterra    | 2015-2016 | 27  | 10  | 11  | 6   | 50.62% |
| Selección de China (sub-23)   | China         | 2018-2019 | 6   | 3   | 3   | 0   | 66.67  |
| Selección de Curazao          | Curazao       | 2020-2021 | 6   | 3   | 2   | 1   | 61.11  |
| Total                         | Total         | Total     | 872 | 490 | 195 | 187 | 63.75% |

- Entre 1984 y 1987 fue asistente técnico en el PSV Eindhoven.

## Palmarés

### Como entrenador

#### Campeonatos nacionales
| Título                        | Club          | Sede         | Edición |
| ----------------------------- | ------------- | ------------ | ------- |
| Eredivisie                    | PSV Eindhoven | Países Bajos | 1986-87 |
| Eredivisie                    | PSV Eindhoven | Países Bajos | 1987-88 |
| Copa de los Países Bajos      | PSV Eindhoven | Países Bajos | 1987-88 |
| Eredivisie                    | PSV Eindhoven | Países Bajos | 1988-89 |
| Copa de los Países Bajos      | PSV Eindhoven | Países Bajos | 1988-89 |
| Copa de los Países Bajos      | PSV Eindhoven | Países Bajos | 1989-90 |
| Eredivisie                    | PSV Eindhoven | Países Bajos | 2002-03 |
| Supercopa de los Países Bajos | PSV Eindhoven | Países Bajos | 2003    |
| Eredivisie                    | PSV Eindhoven | Países Bajos | 2004-05 |
| Copa de los Países Bajos      | PSV Eindhoven | Países Bajos | 2004-05 |
| Eredivisie                    | PSV Eindhoven | Países Bajos | 2005-06 |
| FA Cup                        | Chelsea       | Inglaterra   | 2008-09 |

#### Campeonatos internacionales
| Título                      | Club          | Sede      | Año     |
| --------------------------- | ------------- | --------- | ------- |
| Copa de Campeones de Europa | PSV Eindhoven | Stuttgart | 1987-88 |
| Copa Intercontinental       | Real Madrid   | Tokio     | 1998    |